# Homoterinis
Els homoterinis (Homotheriini), de vegades coneguts com a dents de simitarra, són una tribu extinta de fèlids de dents de sabre de la subfamília dels maquerodontins que visqueren a les Amèriques, Europa i l'Àsia occidental entre el Miocè mitjà i el Plistocè inferior. Entre molts altres països, se n'han trobat fòssils al País Valencià, concretament a Venta del Moro. En comparació amb les altres tribus de maquerodontins, els homoterinis tenien les dents canines més curtes, amples i aplanades, amb denticles més bastos.